# Того Масамити
Того Масамити (япон. 東郷正道, 19 апреля 1852 — 4 января 1906) — адмирал Японского императорского флота.

## Биография
Родился 19 апреля 1852 году в городе Фукуи в семье самурая.
Учился в Императорской академии японской армии в Осаке, но ушел, не закончив её, а затем поступил в четвёртый класс Императорской военно-морской академии Японии в Цукидзи, и был зачислен в Императорский военно-морской флот Японии.
Начал свою карьеру на корвете «Цукуба», канонерской лодке «Кенко» и броненосцах «Рюдзе» и «Фусо».
В 1885 году он был произведен в лейтенанты, а в 1890 году — в лейтенант-коммандеры.
Позже он служил в штабе флота готовности.
Во время Первой японо-китайской войны был капитаном канонерской лодки «Чокай».
Позже он командовал «Сайке Мару» и корветами «Амаги» и «Мусаси».
После службы в Военно-морском штабном колледже он командовал крейсерами «Яэяма» и «Сайен».
В 1897 году был назначен начальником штаба военно-морского округа Куре, а в 1899 году руководил достройкой нового броненосного крейсера «Якумо» на заводе AG Vulcan Stettin в Германии и его первым плаванием в Японию.
В 1902 году он был произведен в контр-адмиралы и служил комендантом Императорской военно-морской академии Японии.
Непосредственно перед началом русско-японской войны Того был назначен командующим 6-й боевой дивизией 3-го флота Японии, которая состояла из четырёх крейсеров во главе с его флагманом «Сума». Участвовал в Боях в Жёлтом море и в Цусимском сражении.В ноябре 1905 года, после окончания войны, он был повышен до вице-адмирала и командующего 4-м флотом Японии, однако умер он всего два месяца спустя.
Ему было присвоено звание дансяку посмертно.
Похоронен на кладбище Аояма в Токио.